# Jan Kovařík
Jan Kovařík (* 19. června 1988 Most) je český profesionální fotbalista, který hraje na pozici levého záložníka za český klub Bohemians Praha 1905.

## Klubová kariéra
S fotbalem začal v klubu FK Litvínov, odkud se přes mužstva FK Teplice, SK Slavoj Osek a Fotbalová škola Most, dostal do Slavie Praha.

### SK Slavia Praha
V zimě 2008/09 si ho povolal do kádru pro zimní přípravu tehdejší trenér hlavního mužstva Karel Jarolím. Kovařík nastoupil ke všem utkáním turnaje Fortuna Víkend šampionů v roce 2008. Do týmu se v jarní části neprosadil a pokračoval v mládeži. V létě 2008 byl po půl roce byl opět zařazen do slávistické přípravy na sezónu. Následně odešel hostovat do Dynama České Budějovice. Po návratu do Slavie debutoval 18. května 2009 v zápase 1. ligy proti FK Viktoria Žižkov (výhra 3:1). Na jaře 2009 slavil s mužstvem zisk mistrovského titulu.

### SK Dynamo České Budějovice (hostování)
Před ročníkem 2008/09 zamířil na roční hostování do Dynama České Budějovice. V dresu Českých Budějovic si odbyl svůj prvoligový debut, když nastoupil v 1. kole proti Teplicím (prohra 0:4). Po podzimu 2008 vedení "sešívaných" povolalo hráče zpět. Celkem za České Budějovice odehrál pět utkání v lize, gól nedal.

### FK Baumit Jablonec
V létě 2009 zamířil společně s Tomášem Jablonským ze Slavii do Baumitu Jablonec jako součást transferu za Adama Hlouška, který zamířil opačným směrem. V Jablonci nastupoval pravidelně v základní sestavě. Během tří a půl sezóny odehrál 94 ligových utkání, v nichž vstřelil 11 gólů.

### FC Viktoria Plzeň
V zimní přestávce sezóny 2012/13 přestoupil za 15 milionů Kč do mužstva FC Viktoria Plzeň. Během zimního soustředění na Kypru si poranil koleno.

#### Sezóna 2012/13
První ostrý start absolvoval v úvodním zápase Plzně 14. února 2013 v jarní vyřazovací části Evropské ligy 2012/13 v šestnáctifinále proti domácímu italskému mužstvu SSC Neapol. Plzeň zvítězila v Neapoli 3:0. Hrál i o týden později v domácí odvetě, kterou Plzeň opanovala poměrem 2:0 a postoupila do osmifinále. Kovařík v zápase vstřelil svůj první gól v plzeňském dresu, když v 51. minutě otevíral skóre utkání. V osmifinále odehrál celé domácí utkání proti tureckému celku Fenerbahçe Istanbul, Plzeň poprvé v tomto ročníku Evropské ligy prohrála doma (0:1). 14. března v odvetě v Istanbulu nastoupil rovněž v základní sestavě, Viktoria remizovala 1:1 a vypadla z Evropské ligy.
V Gambrinus lize debutoval za Viktorii v prvním ligovém zápase Plzně po zimní přestávce 25. února 2013 proti domácímu Brnu, utkání skončilo výhrou hostů 3:1. 17. března 2013 přispěl jedním gólem k vítězství 4:0 nad Duklou Praha, která hrála prakticky celý zápas v oslabení o jednoho hráče. Byl to jeho první ligový gól za Viktorii, jehož docílil ve čtvrtém zápase. Sezónu 2012/13 Gambrinus ligy završil ziskem ligového titulu, Plzeň porazila 1. června v posledním 30. kole sestupující FC Hradec Králové 3:0 a udržela si dvoubodový náskok před největším konkurentem Spartou Praha.

#### Sezóna 2013/14
V prvním soutěžním zápase nastoupil za Viktorii 12. července 2013 v Superpoháru proti FK Baumit Jablonec (prohra 2:3). V prvním utkání 4. předkola Ligy mistrů 2013/14 (resp. play-off předkola) 20. srpna proti slovinskému týmu NK Maribor nacentroval míč na Vladimíra Daridu, který vstřelil druhý gól zápasu. Viktoria zvítězila na domácí půdě 3:1. Zahrál si i v základní skupině Ligy mistrů, kde se viktoriáni střetli s německým Bayernem Mnichov, anglickým Manchesterem City a ruským CSKA Moskva.
24. srpna 2013 v 6. ligovém kole vstřelil gól domácímu Slovácku, když dorazil do sítě vyražený míč, Plzeň vyhrála 3:1. S Plzní skončil na konci sezony 2013/14 na 2. místě v domácí lize i českém poháru.

#### Sezóna 2014/15
V prvním soutěžním zápase nastoupil za Viktorii 18. července 2014 v Superpoháru proti AC Sparta Praha (prohra 0:3). S Plzní se představil ve 3. předkole Evropské ligy UEFA 2014/15 proti rumunskému týmu FC Petrolul Ploiești, 31. července 2014 byl v prvním zápase u konečné remízy 1:1. Plzeň nakonec s Petrolulem v odvetě, ve které Kovařík nenastoupil, vypadla po domácí porážce 1:4. Dvě kola před koncem ročníku 2014/15 Synot ligy získal s mužstvem mistrovský titul.

#### Sezóna 2015/16
V létě 2015 podepsal s mužstvem nový kontrakt do konce ročníku 2017/18. 18. července 2015 se podílel na zisku Superpoháru, když Viktorka porazila FC Slovan Liberec 2-1. 18. července 2015 se podílel na zisku Superpoháru, když Viktoria porazila FC Slovan Liberec 2:1. S Plzní se představil ve 3. předkole Ligy mistrů UEFA, kde klub narazil na izraelský celek Maccabi Tel Aviv FC. V prvním zápase na půdě soupeře Viktorka zvítězila 2-1, ale v odvetě prohrála 0-2 a vypadla. S mužstvem následně hrál 4. předkolo Evropské ligy UEFA, kde tým narazil na klub ze Srbska FK Vojvodina Novi Sad. Po výhrách 3-0 a 2-0 (v tomto zápase Kovařík nenastoupil) Plzeň postoupila do základní skupiny Evropské ligy, kde bylo mužstvo nalosováno do skupiny E společně s FK Dinamo Minsk (Bělorusko), Villarreal CF (Španělsko) a Rapid Vídeň (Rakousko). V posledním utkání na domácí půdě proti Villarrealu (remíza 3:3) se střelecky prosadil v 65. minutě. Západočeši získali ve skupině čtyři body, skončili na třetím místě a do jarní vyřazovací části nepostoupili. Fotbalista odehrál v základní skupině Evropské ligy všech šest zápasů. V ročníku 2015/16 získal tři kola před koncem sezony s Viktorkou mistrovský titul, klub dokázal ligové prvenství poprvé v historii obhájit. V sezoně nastoupil ke všem třiceti ligovým zápasům, ve kterých se šestkrát prosadil. V ročníku 2015/16 získal tři kola před konce sezony s Viktorkou mistrovský titul, klub dokázal ligové prvenství poprvé v historii obhájit.

#### Sezóna 2016/17
S Viktorkou postoupil přes ázerbájdžánský Qarabağ FK (remízy 0:0 a 1:1) do 4. předkola – play-off Ligy mistrů UEFA, což znamenalo jistou podzimní účast Plzně v evropských pohárech. 4. předkolo LM Západočeši proti bulharskému PFK Ludogorec Razgrad výsledkově nezvládli (prohra 0:2 a remíza 2:2) a museli se spokojit s účastí ve skupinové fázi Evropské ligy UEFA. Viktorka byla nalosována do základní skupiny E společně s AS Řím (Itálie), Austria Vídeň (Rakousko) a FC Astra Giurgiu (Rumunsko). V prvních dvou střetnutích proti AS Řím (remíza 1:1) a Austrii Vídeň (remíza 0:0) Kovařík nenastoupil. 20. 10. 2016 odehrál ve 3. kole na domácí půdě posledních 14 minut proti Astře Giurgiu, utkání skončilo 1:2. V Odvetě hrané 3. listopadu 2016 na hřišti Astry předvedla Viktorka velmi kvalitní výkon, ale v konečném důsledku jen remizovala se soupeřem 1:1. V dalším střetnutí Plzeň definitivně ztratila naději na postup, když podlehla římskému AS v poměru 1:4. Z výhry se Západočeši radovali až v posledním střetnutí hraném 8. prosince 2016, kdy před domácím publikem otočili zápas proti Austrii Vídeň z 0:2 na 3:2, přestože od 18. minuty hráli oslabeni o jednoho hráče. Plzeň touto výhrou ukončila 14 zápasovou sérii bez vítězství v Evropské lize. Viktoria skončila v základní skupině na třetím místě.

## Klubové statistiky
Aktuální k 18. prosinci 2018
| Sezona  | Klub                 | Soutěž         | Zápasy | Góly |
| ------- | -------------------- | -------------- | ------ | ---- |
| 2008/09 | SK Dynamo ČB (host.) | Gambrinus liga | 5      | 0    |
| 2008/09 | SK Slavia Praha      | Gambrinus liga | 1      | 0    |
| 2009/10 | FK Baumit Jablonec   | Gambrinus liga | 28     | 2    |
| 2010/11 | FK Baumit Jablonec   | Gambrinus liga | 29     | 3    |
| 2011/12 | FK Baumit Jablonec   | Gambrinus liga | 23     | 5    |
| 2012/13 | FK Baumit Jablonec   | Gambrinus liga | 14     | 1    |
| 2012/13 | FC Viktoria Plzeň    | Gambrinus liga | 14     | 1    |
| 2013/14 | FC Viktoria Plzeň    | Gambrinus liga | 24     | 3    |
| 2014/15 | FC Viktoria Plzeň    | Synot liga     | 26     | 3    |
| 2015/16 | FC Viktoria Plzeň    | Synot liga     | 30     | 6    |
| 2016/17 | FC Viktoria Plzeň    | HET liga       | 19     | 1    |
| 2017/18 | FC Viktoria Plzeň    | HET liga       | 12     | 0    |
| 2018/19 | FC Viktoria Plzeň    | FORTUNA liga   | 11     | 2    |

## Reprezentační kariéra

### Reprezentační góly a zápasy
Zápasy Jana Kovaříka v české reprezentaci do 21 let 
| Rok    | Zápasy | Góly |
| ------ | ------ | ---- |
| 2009   | 1      | 0    |
| 2010   | 6      | 2    |
| 2011   | 6      | 0    |
| Celkem | 13     | 2    |

Góly Jana Kovaříka v české reprezentaci do 21 let 
| Gól | Datum       | Stadion                | Soupeř     | Skóre (min.) | Výsledek | Soutěž                      |
| --- | ----------- | ---------------------- | ---------- | ------------ | -------- | --------------------------- |
| 010 | 11. 8. 2010 | Na Julisce, Praha      | San Marino | 03:00 (22.)  | 5:0      | kvalifikace na ME "21" 2011 |
| 02  | 07. 9. 2010 | Chance Arena, Jablonec | Island     | 03:00 (67.)  | 3:1      | kvalifikace na ME "21" 2011 |